# موكسي (فلم)
موكسي (بالإنجليزية: Moxie) هو فيلم كوميديا-درامي لعام 2021 من إخراج آيمي بولر، مستوحى من رواية بنفس الاسم للكاتبة جنيفر ماثيو. ستكون بطولة المسلسل لكل من هادلي روبنسن، لورن تساي، جوزِفين لانغفورد، وباتريك شوارزنيجر، ادوار البطولة

## الممثلون
- هادلي روبنسن بدور فيفيان كارتر
- لورن تساي بدور كلوديا
- جوزِفين لانغفورد بدور إيما جونسون
- باتريك شوارزنيجر بدور ميتشيل ويلسون
- آيك بارينهولتز بدور مستر دَيفِز
- مارسيا غي هاردن
- كلارك غرِغ
- سيدني بارك
- نيكو هيراغا بدور سيث أكوستا
- اليسيا پاسكل-پينا بدور لوسي
- أنجليكا واشنتن
- جوشوا دارنيل والكر بدور جَيسون
- جوزي توتا
- سابرينا هاسكيت
- تشارلي هُل
- إميلي هوپر بدور ميج
- هانك بون
- داريل م.ديفي بدور بلَيز
- كوبر مُذرسباو بدور داريل
- إيمي بولر بدور مِسِز كارتر

## إنتاج
اعلنت ايمي پولر في فبراير 2019 عن عزمها باخراج الفلم، الذي هو من سيناريو لتَمارا چِستنا التي ستؤدي الإنتاج تحت راية شركة الإنتاج بيبر كايت بردكشن. توزيع المسلسل سيكون من قبل نتفلكس. في أكتوبر 2019، تقرر انضم كل من هادلي رُبِنسِن، لورن تساي، باتريك شوارزنيجرباتريك شوارزنيجر وآيك بارينهولتز إلى طاقم ممثلي الفلم. في نوفمبر 2019، انضم كل من جوزفين لانغفورد، مارسيا غَي هاردِن، وكلارك غرِغ إلى طاقم التمثيل.

### التصوير
بدأ التصوير الرئيسي في أكتوبر 2019.

## روابط خارجية
- موكسي  في قاعدة بيانات الأفلام على الإنترنت (بالإنجليزية)